# Franjo Pommer
Franjo Pommer (Danska, 1818. – Zagreb, 19. veljače 1879.), hrvatski fotograf danskoga podrijetla. 

## Životopis
Franjo Pommer se rodio u Danskoj 1818. godine, a u Zagreb dolazi polovinom 19. stoljeća. U početku se bavio slikarstvom te je radio kao dekorater u kazalištu. Fotografijom se počeo baviti 1855. godine, a godinu poslije otvara prvi stalni fotografski atelijer u Zagrebu. Te iste godine Pommer priprema fotografski album s 15 portreta svojih suvremenika. Među njima je svakako najpoznatiji en face portret Ivana Kukuljevića Sakcinskog. Album je objavljen 10. srpnja 1856. godine. Taj prvi fotografski pothvat je prvi fotografski projekt u Hrvatskoj 'Fotografične slike naših narodnih spisateljah', započet 1855. godine. Uz Sakcinskog snimao je i druge hrvatske spisatelje, među ostalima, Vjekoslava Babukića, Mirka Bogovića, Dimitrija Demetra, Bogoslava Šuleka, Ljudevita Gaja, Antuna i Ivana Mažuranića. Umro je 19. veljače 1879. u Zagrebu. 